# Henry Owens (baseball, 1992)
Pour l'autre lanceur de baseball du même nom, voir Henry Owens (baseball, 1979).
Henry C. Owens (né le 21 juillet 1992 à Orange, Californie, États-Unis) est un lanceur gaucher de la Ligue majeure de baseball.
Il évolue comme lanceur partant pour les Red Sox de Boston en 2015 et 2016.

## Carrière
Henry Owens est repêché au 1er tour de sélection par les Red Sox de Boston en 2011. L'un des cinq choix dont disposaient les Red Sox au premier tour du repêchage amateur 2011, il est une sélection que le club reçoit des Tigers de Détroit en compensation pour la perte récente d'un agent libre, Víctor Martínez, et le 36e athlète sélectionné au total cette année-là par une équipe du baseball majeur. 
Owens perçoit une prime de 1,55 million de dollars à la signature en août 2011 d'un premier contrat professionnel avec les Red Sox. Il commence sa carrière professionnelle dans les ligues mineures en 2012. Le 17 juillet 2013, Owens participe au premier match sans point ni coup sûr de l'histoire des Red Sox de Salem, le club-école de niveau A+ de la franchise de Boston, lorsqu'il lance les 6 premières manches d'un match sans coup sûr combiné gagné 6-0 sur les Frederick Keys, livrant une performance de 10 retraits sur des prises.
En 2013, Owens apparaît pour la première fois sur le palmarès annuel des 100 meilleurs joueurs d'avenir dressé par Baseball America : entré en 91e position, il se hisse au 40e rang au début 2014 et se place au 44e échelon au début 2015.
Il participe au match des étoiles du futur le 13 juillet 2014 à Minneapolis et est le premier lanceur à monter sur la butte pour l'équipe des États-Unis.
Le gaucher Owens fait ses débuts dans les majeures comme lanceur partant des Red Sox de Boston le 4 août 2015 face aux Yankees de New York. Il savoure sa première victoire à son départ suivant, le 9 août sur les Tigers de Détroit.
Il joue 16 matchs au total pour Boston en 2015 et 2016, toujours comme lanceur partant, et sa moyenne de points mérités s'élève à 5,19 en 85 manches lancées.
Après une saison 2017 passée en ligues mineures avec des clubs affiliés aux Red Sox, Owens est réclamé au ballottage par les Diamondbacks de l'Arizona le 8 décembre 2017, puis par les Dodgers de Los Angeles le 22 décembre suivant.